# Котовская, Алиция Ядвига
Али́ция Мари́я Ядви́га Кото́вская (пол. Alicja Maria Jadwiga Kotowska; 20 ноября 1899, Варшава — 11 ноября 1939, Пясница Велька) — блаженная Римско-католической церкви, монахиня, мученица. Входит в число 108 блаженных польских мучеников, беатифицированных римским папой Иоанном Павлом II во время его посещения Варшавы 13 июня 1999 года.

## Биография
В 1918 году вступила в Польскую Военную Организацию, и будучи студенткой медицины в Варшавском Университете, работала санитаркой Красного Креста во время Первой мировой войны. За самоотверженную службу на фронте в 1932 году была награждена польским орденом «Крест Полонии». 29 июля 1922 года вступила в монастырь женской католической конгрегации «Сёстры Господнего Воскресения», приняв монашеское имя Алиция. 30 апреля 1929 года защитила диссертацию на соискание научного звания магистра по химии.
24 октября 1939 года была арестована Гестапо и расстреляна в пясьницких лесах.

## Прославление
13 июня 1999 года была беатифицирована римским папой Иоанном Павлом II вместе с другими польскими мучениками Второй мировой войны.
День памяти — 12 июня.